# 한켐
한켐(HanChem Co. Ltd.)은  대한민국의 OLED 발광층 소재 기업이다. 본사는 대전광역시 유성구 테크노11로 55-11 (탑립동)에 위치해 있다.

## 역사
1999년 한일합섬의 한효과학기술원에서 연구원으로 재직 중이던 이상조 대표이사가 창업하였다

## 상장
2024년  10월 22일 주관사를 신영증권으로 공모가 1만 8,000원(희망공모가 밴드 1만 2,500~1만 4,500원)에 코스닥 시장에 상장하였다.

## 참고 문헌
1. ↑  순엽, 탑런토탈솔루션·한켐 등 9개사, 코스닥 상장예심 신청서 제출, 이데일리, 2024.05.07
2. ↑  김민형, 부품·소재산업을 키우자 한켐, 서울경제, 2002.08.15
3. ↑  박정호, 한켐, 공모가 상단 초과 1만8000원 확정…22일 코스닥 상장 예정, 이투데이, 2024-10-02